# Aleš Križan
Aleš Križan, slovenski nogometaš, * 25. julij 1971, Maribor.
Križan je večji del kariere igral v slovenski ligi za klube Rudar Velenje, Maribor in Korotan Prevalje. Skupno je v prvi slovenski ligi odigral 251 prvenstvenih tekem in dosegel tri gole. Ob tem je igral še v angleški in nemških nižjih ligah.
Za slovensko reprezentanco je med letoma 1993 in 1998 odigral 25 uradnih tekem.